# Leon Grgić
Leon Grgić, né le 22 janvier 2006 à Bruck an der Mur en Autriche, est un footballeur autrichien qui évolue au poste d'attaquant au SK Sturm Graz.

## Biographie

### Carrière en club
Leon Grgić apprend le football au Kapfenberger SV, avant de rejoindre le SK Sturm Graz en 2015. Buteur prolifique en catégories jeunes, il signe son premier contrat professionnel avec le club à seulement 15 ans, en 2021,.
Après des passages successifs avec les moins de 16 ans et moins de 18 ans en 2020-2021, Grgić est promu pour la saison 2022-2023 en équipe réserve, qui évolue alors en deuxième division,. Il fait ses débuts professionnels pour le SK Sturm Graz II le 17 août 2022, en remplaçant Milán Tóth (de) lors d'une victoire 5 - 2 à l'extérieur contre le SKN Sankt Pölten.
Le 21 janvier 2025, il fait ses débuts en Ligue des champions en entrant en jeu dans les dernières minutes d'une défaite 5 à 0 face à l'Atalanta Bergame.

### Carrière internationale
Grgić représente l'Autriche au niveau international. Passé par plusieurs catégories d'âge, il est appelé en septembre 2024 avec l'équipe espoirs avec laquelle il fait ses débuts contre la Bosnie-Herzégovine en éliminatoires de l'Euro espoirs.

## Statistiques

### Statistiques en club
| Saison                | Club                  | Championnat           | Championnat | Championnat | Championnat | Coupe(s) nationale(s) | Coupe(s) nationale(s) | Coupe(s) nationale(s) | Compétition(s) continentale(s) | Compétition(s) continentale(s) | Compétition(s) continentale(s) | Compétition(s) continentale(s) | Total | Total | Total |
| Saison                | Club                  | Division              | M.          | B.          | P.d.        | M.                    | B.                    | P.d.                  | Comp.                          | M.                             | B.                             | P.d.                           | M.    | B.    | P.d.  |
| 2022-2023             | Sturm Graz rés.       | 2. Liga               | 16          | 2           | 1           | -                     | -                     | -                     | -                              | -                              | -                              | -                              | 16    | 2     | 1     |
| 2023-2024             | Sturm Graz rés.       | 2. Liga               | 21          | 7           | 2           | -                     | -                     | -                     | -                              | -                              | -                              | -                              | 21    | 7     | 2     |
| 2024-2025             | Sturm Graz rés.       | 2. Liga               | 9           | 4           | 1           | -                     | -                     | -                     | -                              | -                              | -                              | -                              | 9     | 4     | 1     |
| Sous-total            | Sous-total            | Sous-total            | 46          | 13          | 4           | -                     | -                     | -                     | -                              | -                              | -                              | -                              | 46    | 13    | 4     |
| 2022-2023             | Sturm Graz            | Bundesliga            | 2           | 0           | 0           | 0                     | 0                     | 0                     | C1+C3                          | 0+0                            | 0+0                            | 0+0                            | 2     | 0     | 0     |
| 2023-2024             | Sturm Graz            | Bundesliga            | 0           | 0           | 0           | 1                     | 0                     | 0                     | C1+C3+C4                       | 0+1+0                          | 0+0+0                          | 0+0+0                          | 2     | 0     | 0     |
| 2024-2025             | Sturm Graz            | Bundesliga            | 18          | 5           | 2           | 0                     | 0                     | 0                     | C1                             | 1                              | 0                              | 0                              | 19    | 5     | 2     |
| Sous-total            | Sous-total            | Sous-total            | 20          | 5           | 2           | 1                     | 0                     | 0                     | -                              | 2                              | 0                              | 0                              | 23    | 5     | 2     |
| Total sur la carrière | Total sur la carrière | Total sur la carrière | 66          | 18          | 6           | 1                     | 0                     | 0                     | -                              | 2                              | 0                              | 0                              | 69    | 18    | 6     |

## Palmarès

### En club
Sturm Graz
- Championnat d'Autriche (1) :
  - Champion : 2024-2025